# Az előbújás napja
Az Előbújás napja, más néven a Nemzetközi Coming Out Day egy nemzetközi LMBT-tudatossági ünnep, amelyet minden év október 11-én vagy 12-én tartanak. Az ünnep az előbújás, azaz a coming out fontosságát hangsúlyozza. Először 1988-ban rendezték meg az Egyesült Államokban. Az eredeti elképzelést a feminista és a meleg felszabadítási mozgalmak ihlették, amelyek a privát szféra politikai mivoltát hangsúlyozták. Az ünnep alapfeltevése, hogy az előbújás és az önmagunkat felvállalva létezés az aktivizmus legalapvetőbb formája, illetve hogy a homofóbiát a tudatlanság táplálja, és amint az emberek rájönnek, hogy az ő családjukban, közvetlen környezetükben is lehetnek leszbikus vagy meleg emberek, sokkal kevésbé fogják tartani magukat az elnyomó vagy elutasító nézetekhez.
Az utóbbi években a feminista és melegfelszabadítási alapok helyett az ünnep középpontjába az LMBT-közösség gondolata került, és az előbújás a leszbikus, meleg és biszexuális irányultság mellett kiterjesztődött a transznemű, a queer és más kevésbé ismert nemi identitásokra is.
Magyarországon 2011-ben szervezte meg először a Szivárvány Misszió Alapítvány.

## Története
Az Előbújás Napját 1988-ban kezdeményezte Robert Eichberg pszichológus és Jean O'Leary aktivista. Akkoriban számos LMBT-aktivista, köztük Eichberg és O'Leary, nem akart defenzíven reagálni az LMBT-ellenes akciókra, ezért indították el az ünnepet, hogy inkább a pozitív hangulat fenntartását segítség elő.  Azért az október 11-i dátumra esett a választás, mert akkor van az 1987-es Washingtoni Felvonulás a Meleg- és Leszbikus Jogokért évfordulója.

„Az emberek többsége úgy véli, nem ismernek senkit, aki meleg vagy leszbikus, de valójában mindenkinek van ilyen ismerőse. Létfontosságú, hogy előbújjunk, és tudtukra adjuk az embereknek, kik vagyunk, és eloszlassuk félelmeiket és sztereotípiáikat.”

– Robert Eichberg, 1993

## Magyarországon
Magyarországon 2011 óta ünneplik az Előbújás Napját, és az évek során számos szervezet csatlakozott az eseményhez saját programmal. A 2016-os ünnepen a Szivárvány Misszió flashmobot tartott a budapesti Blaha Lujza téren, hogy felhívják a figyelmet a nemi és szexuális identitás, irányultság felvállalásának fontosságára. 2017-ben az ünnep részeként a Madách téren tartották a "Mi bántja Gabit?" elnevezésű interaktív performanszot.

## Külső hivatkozások
- Előbújás Napja a Budapest Pride honlapján Archiválva 2016. június 27-i dátummal a Wayback Machine-ben
- Mit üzennek magyar hírességek az Előbújás Napjára? – a Budapest Pride videója
- A 2013-as Előbújás Napja promófilmje